# Островский, Михаил Аркадьевич
Михаи́л Арка́дьевич Остро́вский (род. 22 февраля 1935, Ленинград) — советский и российский учёный-физиолог, специалист в области физиологии и патофизиологии зрения. Академик РАН (1994, член-корреспондент АН СССР с 1990), доктор биологических наук, заслуженный профессор МГУ (1999). Один из авторов научного направления «молекулярная физиология зрения».

## Биография
Сын композитора А. И. Островского. В 1958 году окончил биолого-почвенный факультет МГУ, работал в Институте высшей нервной деятельности и нейрофизиологии АН СССР.
В 1970—1996 годах работал в Институте химической физики им. Н. Н. Семёнова (с 1972 — заведующий лабораторией физико-химических основ рецепции). В 1971 году защитил диссертацию на соискание учёной степени доктора биологических наук. 15 декабря 1990 года избран член-корреспондентом АН СССР по Отделению физиологии, 31 марта 1994 года избран действительным членом РАН.
Президент Российского физиологического общества имени И. П. Павлова (с 2007). Работает в Институте биохимической физики имени Н. М. Эмануэля РАН (с 2010 года заведующий отделом) и Межотраслевом научно-техническом комплексе «Микрохирургия глаза» и на биологическом факультете МГУ имени М. В. Ломоносова. Профессор биологического факультета МГУ им. М. В. Ломоносова.
Член Исполкома Международной организации по изучению мозга (IBRO). Главный редактор журнала «Сенсорные системы» (с 1987); входит в редакционный совет журнала «Авиакосмическая и экологическая медицина» и в редколлегию книжной серии «Литературные памятники».

## Основные работы
- Фоторецепторные клетки. М., 1978;
- Молекулярные механизмы зрительной рецепции. М., 2002 (в соавт. с Г. Р. Каламкаровым);
- Спектральная коррекция зрения: научные основы и практические приложения. М., 2005 (в соавт.);
- Молекулярная физиология зрительной рецепции // Избранные лекции по современной физиологии. Казань, 2010;
- Актуальные направления современной науки о мозге // Вестник Российской академии наук. 2010. Т. 80. № 5-6;
- Молекулярная физиология зрительного пигмента родопсина // Биологические мембраны. 2012. Т. 29. № 1-2.
- Молекулярная физиология зрительного пигмента родопсина: компьютерное моделирование // Письма в ЭЧАЯ. — 2008. — Т. 5, № 2 (144).

## Награды и отличия
- Орден «За заслуги перед Отечеством» IV степени (6 ноября 2024 года) — за большой вклад в развитие науки и многолетнюю добросовестную работу[5];
- Орден Александра Невского (20 марта 2020 года) — за большой вклад в развитие науки и многолетнюю добросовестную работу[6];
- Орден Почёта (24 апреля 2008 года) — за достигнутые трудовые успехи и многолетнюю плодотворную работу[7];
- Орден Дружбы (17 августа 2000 года) — за многолетнюю плодотворную работу и большой вклад в укрепление дружбы и сотрудничества между народами[8];
- Лауреат Премии Правительства РФ в области образования 2005 года (30 июля 2005 года) — за учебник для образовательных учреждений высшего профессионального образования «Физиология человека»[9];
- Лауреат Премии Правительства РФ в области науки и техники 2005 года (20 февраля 2006 года) — за монографию «Научное обоснование, разработку и внедрение в офтальмологическую практику фотопротекторных искусственных хрусталиков с естественной спектральной характеристикой»[10];
- Золотая медаль имени И. М. Сеченова (2004)[11];
- Премия имени Ю. А. Овчинникова (2012)[12];
- LXVIII Менделеевский чтец (15 марта 2012 года).